# Senna loretensis
Senna loretensis là một loài thực vật có hoa trong họ Đậu. Loài này được (Killip) H.S.Irwin & Barneby miêu tả khoa học đầu tiên.